# Думпра

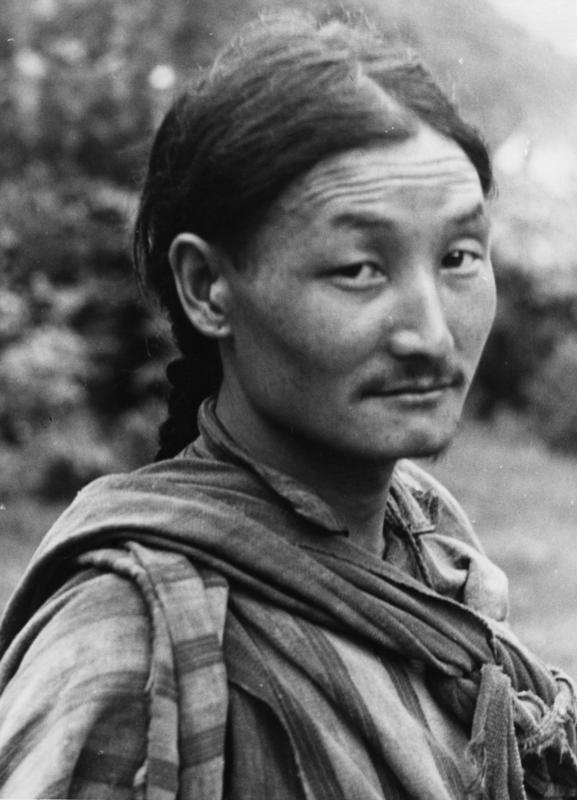
Мужчина лепча в думпра

Думпра (англ. Dumpra; в переводе с лепча — «мужская одежда») — традиционная одежда мужчин народа лепча.
Думпра представляет собой разноцветную домотканую материю, перекинутую через одно плечо и закреплённую с помощью пояса gyatomu. Её, как правило, носят поверх белой рубашки и брюк. Вместе с думпра носят плоскую круглую шляпу thyáktuk с жёсткими чёрными бархатными полями и разноцветным верхом. Иногда надевают традиционную конусообразную шляпу из бамбука или ротанга.